# Ersan Gülüm
Ersan Adem Gülüm (ur. 17 maja 1987 w Melbourne) – turecki piłkarz występujący na pozycji obrońcy. Zawodnik klubu Hebei China Fortune.

## Kariera klubowa
Gülüm jako junior grał w Green Gully SC, Hume City FC oraz angielskim Doncaster Rovers. W 2004 roku wrócił do Hume City. W 2005 roku przeszedł do tureckiego Vestelu Manisaspor. W Süper Lig zadebiutował jednak dopiero w sezonie 2006/2007, 8 kwietnia 2007 roku w wygranym 1:0 pojedynku z Sivassporem. W barwach Manisaspor rozegrał dwa spotkania.
W połowie 2007 roku Gülüm odszedł do Elazığsporu, grającego w 1. Lig. Spędził tam rok, a potem przeniósł się do innego zespołu tej ligi, Adanasporu. W 2010 roku został stamtąd wypożyczony do Beşiktaşu JK, występującego w Süper Lig. Zadebiutował tam 21 sierpnia 2010 roku w przegranym 0:2 spotkaniu z İstanbul Büyükşehir Belediyespor. W styczniu 2011 roku podpisał kontrakt z Beşiktaşem. W tym samym roku zdobył z nim Puchar Turcji. W 2016 przeszedł do Hebei China Fortune.

## Kariera reprezentacyjna
Gülüm jest byłym reprezentantem Australii U-23.